# Anōšazād
Anōšazād war ein spätantiker persischer Königssohn, der um 543 gegen seinen Vater, den Sassanidenkönig Chosrau I., rebellierte.
Anōšazād war laut dem Bericht seines Zeitgenossen Prokopios von Caesarea der älteste Sohn des Königs. Sein Name setzt sich zusammen aus /anōšag/ („unsterblich“) und /zād/ („geboren“), er bedeutet also in etwa „als Unsterblicher geboren“ oder „Sohn des Unsterblichen“. Die griechische Form des Namens ist Anasozados. Ob es sich wirklich um einen Eigennamen oder eher um einen Beinamen handelt, ist unklar – sein Vater Chosrau I. ist in der orientalischen Überlieferung als Anuširvān („mit der unsterblichen Seele“) bekannt.
Folgt man Prokopios' Bericht im achten Buch der Historien (8, 10), so war der Prinz aufgrund von Streitigkeiten mit Chosrau nach Bēth Lapat (Gondēšāpūr) in Chuzestan (im Südwesten des heutigen Iran) verbannt worden, wo er sich auf die Nachricht von einer angeblich tödlichen Erkrankung seines Vaters hin zum König ausrufen ließ. Die späteren orientalischen Berichte (etwa im Schāhnāme, vgl. auch Tabari) bestätigen dies in den Grundzügen, wobei die Quellen in einigen Details allerdings voneinander abweichen. Als klar wurde, dass Chosrau die Krankheit überlebt hatte, stellte Anōšazād ein Heer auf, wurde aber von einem Feldherrn seines Vaters besiegt und geriet in Gefangenschaft. Nach einigen Berichten wurde er hingerichtet; Prokopios aber behauptet, Chosrau habe seinen Sohn nicht mit dem Tod, sondern mit Verstümmelungen im Gesicht bestraft, um ihm weitere Hoffnungen auf die Krone zu nehmen – im spätantiken Sassanidenreich durften nur körperlich Unversehrte den Thron besteigen.
Angeblich interessierte sich Anōšazād für das Christentum und soll sich auch um die Unterstützung der Christen bemüht haben (seine Mutter soll selbst Christin gewesen sein). Nach Theodor Nöldeke ist eine aktive Beteiligung einer größeren Anzahl von Christen, die in Mesopotamien relativ stark vertreten waren, aber eher unwahrscheinlich, da es nach der Niederschlagung der Rebellion ansonsten wohl zu christenfeindlichen Maßnahmen gekommen wäre, wovon aber in den Quellen nicht die Rede ist.